# Clipfish
Clipfish war ein deutsches Videoportal, das im Juni 2006 von RTL interactive gestartet wurde. Die Seite enthielt anfangs vor allem User-generated content, später kamen auch TV-Serien, Kinofilme, Anime und Mitschnitte aus RTL-Sendungen wie Deutschland sucht den Superstar und Das Supertalent hinzu. 2017 wurde Clipfish aufgelöst und als Nachfolger Watchbox eingeführt. Seit dem 29. März 2019 ist Watchbox ein Teil des Streaming-Dienstes RTL+. Somit ist die damalige Clipfish Domain dieselbe die heute von RTL+ genutzt wird.

## Unternehmensentwicklung und Geschichte

### Clip-Contest
Mit dem Start von Clipfish 2006 wurde im Zusammenhang mit der Sendung DSDS der RTL Clipcontest ins Leben gerufen. User bekamen die Möglichkeit, vor und während der Castingphase Videos von sich selbst mit ihrem Gesang in dem Wettbewerb zu präsentieren. Die Clipfish Community wählte nach einer Einreichphase den Gewinner. Der Gewinner erhielt ein Abenteuerwochenende mit RTL sowie ein Vocalcoaching; sie hatten bei DSDS jedoch nur geringen Erfolg. Auch für Gute Zeiten, schlechte Zeiten wurde in der Kategorie Clipfish Talents Acting nach neuen Darstellern gesucht.
Seit 2008 wird der Wettbewerb in dieser Art nicht mehr durchgeführt.

### Clipfish TV
Im Herbst 2007 wurden die besten Clips aus dem Angebot von Clipfish in der Sendung Clipfish TV beim Fernsehsender RTL gezeigt. Moderator der Sendung war der Comedian Matze Knop, welcher in der ersten Folge Nazan Eckes und Florian Zimmer begrüßte. Außenreporter war Daniele Rizzo.

### 100.000-Euro-Mann
Für die RTL-Aktion 100.000-Euro-Mann – Einer allein gegen Deutschland (2008) diente Clipfish als offizielles Portal. Sowohl die Registrierung als „Jäger“, dessen Aufgabe es war, den „100.000-Euro-Mann“ zu fangen, als auch Bewerbungen in Form von Videos für den „100.000-Euro-Mann“ wurden über Clipfish organisiert. Außerdem wurden die neuesten Hinweise auf den Aufenthaltsort des „100.000-Euro-Mannes“ in Form von Geokoordinaten und Videos auf Clipfish veröffentlicht.

### Neues Logo und neue Ausrichtung
Im Zuge einer Neupositionierung der Plattform erfolgte Ende 2013 die Abschaltung des User-Generated Contents, um sich nunmehr ausschließlich auf professionell produzierte Bewegtbild-Inhalte zu fokussieren. Gleichzeitig wurden das Logo und das Design der Plattform komplett erneuert.
Im Jahr 2015 startete die Comedy-Serie Comedy Rocket, die anfänglich exklusiv auf Clipfish veröffentlicht wurde.
Anfang 2017 wurden Musikvideos gänzlich entfernt. Dies wurde mit einer verstärkten Ausrichtung auf Filme und Serien begründet.

### Watchbox
Zum 25. Juli 2017 verwies die URL www.clipfish.de auf das Nachfolgeportal Watchbox. Auch das Design wurde komplett überarbeitet. Es orientiert sich stark an dem von Video-on-Demand-Portalen wie Netflix oder Maxdome.